# Zetaproteobacteria

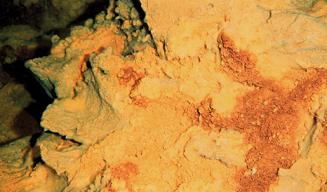
Mit Eisenoxid verkrustete mikrobielle Matten an der Flanke des Kama‘ehuakanaloa, Hawaii. In Lebensräumen dieser Art können eisenoxidierende Zetaproteobakterien die mikrobiellen Gemeinschaft dominieren.

„Zetaproteobacteria“ (auch „ζ-Proteobacteria“) bezeichnet eine vorgeschlagene Klasse im phylogenetischen System der Bakterien. Sie gehören zum Stamm (Phylum) der Proteobacteria.
Die Zetaproteobakterien wurden ursprünglich durch eine einzige beschriebene Art, Mariprofundus ferrooxydans, vertreten, eine Spezies Eisen-oxidierender neutrophiler chemolithoautotropher Bakterien, die 1996 nach dem Ausbruch des Unterseevulkans Kama‘ehuakanaloa (früher Lōʻihi genannt) bei Hawaii isoliert wurde.
Mit molekularen Klonierungstechniken, die sich auf das Gen der kleinen Untereinheit der ribosomalen RNA (SSU der rRNA, bei Bakterien die 16S-rRNA) konzentrieren wurde seitdem eine Vielfalt an Zetaproteobakterien identifiziert, die zum überwiegenden Teil aber bisher (Stand Dezember 2023) noch nicht kultivierbar waren.
Unabhängig vom Kultivierungsstatus treten Zetaproteobakterien weltweit in Ästuaren und anderen marinen Lebensräumen auf, wo es einen steilen Redoxgradienten (Gradienten des Redoxpotentials) von reduziertem (elementaren) Eisen und Sauerstoff gibt. Ihr Anteil an der dortigen mikrobiellen Gemeinschaft kann von geringfügig bis dominierend gehen.
Zetaproteobakterien wurden am häufigsten an hydrothermalen Schloten in der Tiefsee gefunden.
Inzwischen hat aber die Entdeckung von Mitgliedern dieser Klasse in küstennahen Umgebungen zu einer Neubewertung der Verbreitung und Bedeutung von Zetaproteobakterien geführt.

## Bedeutung
Die Zetaproteobakterien sind weltweit in der Tiefsee und in küstennahen Umgebungen an oxischen/anoxischen Grenzflächen verbreitet. Aufgrund dieser weiten (kosmopolitischen) Verbreitung ist davon auszugehen, dass Zetaproteobakterien eine wesentliche Rolle im biogeochemischen Kreislauf spielen, sowohl in Gegenwart, als auch in der Vergangenheit der Erde.
Ökologisch gesehen spielen die Zetaproteobakterien eine wichtige Rolle bei der Gestaltung ihrer eigenen Umwelt, indem sie die kontrollierte Ablagerung von mineralisierten Eisenoxiden nutzen und auch die Umwelt anderer Mitglieder der mikrobiellen Gemeinschaft direkt beeinflussen.
Das Vorkommen von Zetaproteobakterien in Biokorrosionsexperimenten mit küstennahen Metallen (z. B. Stahl) verdeutlicht den Einfluss dieser marinen Eisenoxidierer auf Vorgänge wie das Rosten von Schiffsrümpfen, Metallpfählen und Pipelines.

## Entdeckung

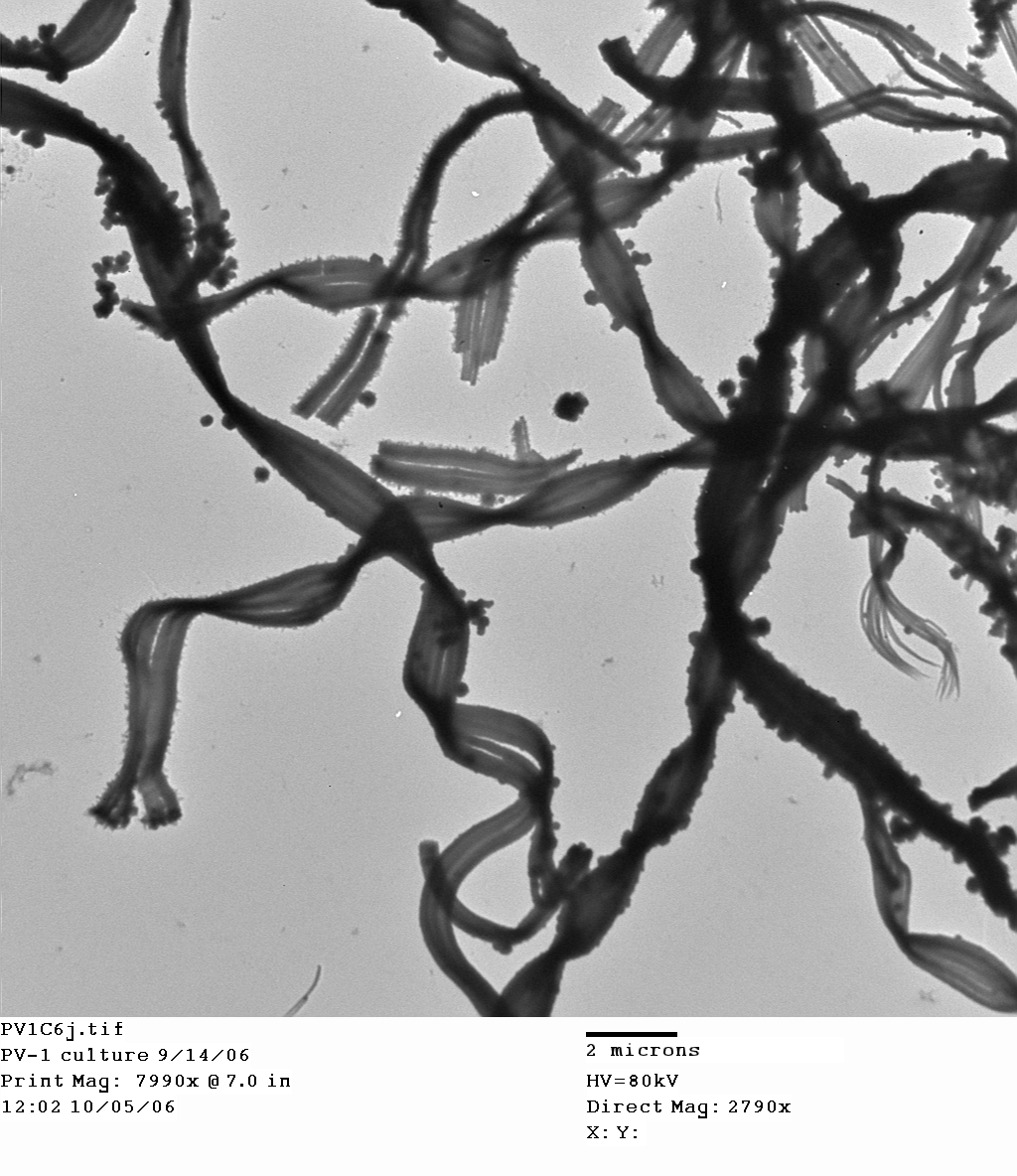
TEM-Aufnahme der verdrehten Stängel (twisted stalks) von Mariprofundus ferrooxydans PV-1. Ein Beispiel für Eisenoxid-Morphotypen, die von Zetaproteobakterien produziert werden.

Die ersten Zetaproteobakterien wurden 1991 von Craig Moyer, Fred Dobbs und David Karl als ein einziger seltener Stamm in einem mesophilen, d. h. gemäßigten Temperaturbereich in einem Feld hydrothermaler Schlote mit dem Namen Peles Schlote am Unterseevulkan (Seamount) Kama‘ehuakanaloa (früher Lōʻihi), Hawaii. Dieser spezielle Schlot wird von schwefeloxidierenden Campylobacteria (syn. Epsilonproteobacteria) beherrscht. Da zu diesem Zeitpunkt keine nahen Verwandten bekannt waren, wurde der Stamm zunächst als den Gammaproteobacteria zugehörig gesehen.
Die anschließende Isolierung zweier Stämme von Mariprofundus ferrooxydans, PV-1 und JV-1, zeigte mit zunehmender Deutlichkeit, dass eine phylogenetisch unterschiedliche Gruppe der Pseudomonadota (Proteobakterien) vorliegt, die weltweit in bakteriellen Gemeinschaften zu finden sind. Das führte schließlich zu dem Vorschlag, für diese eine neue Klasse der Proteobakterien zu schaffen: die Zetaproteobacteria.

## Kultivierung
Neutrophile mikroaerophile (geringe Sauerstoffkonzentrationen tolerierende) eisenoxidierende wie es sie unter den Zetaproteobakterien gibt werden in der Regel in einer Agarose-stabilisierten oder flüssigen Kultur mit einem Stopfen aus Eisen(II)-sulfid (FeS) oder Eisen(II)-carbonat (FeCO3 kultiviert.
Der obere Teil (Kopfraum) des Kulturröhrchens wird dann mit Luft (oft Sauerstoff-abgereichert auf 1 % oder weniger O2) gespült. Eisenoxidierer wurden auch erfolgreich in Flüssigkultur mit Eisen(II)-chlorid (FeCl2 als Eisenquelle kultiviert.
Diese Kultivierungstechniken entsprechen denen in Emerson und Floyd (2005).
In jüngerer Zeit (2013) ist es auch gelungen, Zetaproteobakterien mit Hilfe von Graphitelektroden bei einer festen Spannung zu kultivieren.
Man hat auch versucht, die Kultivierungsmethoden mit Hilfe einer Batch-Kultivierungstechnik mit hoher Biomasse zu verbessern (englisch high-biomass batch culturing technique).

## Morphologie
Eine der markantesten Methoden zur visuellen Identifizierung von neutrophilen eisenoxidierenden Bakterien ist die Identifizierung der Struktur des bei der Eisenoxidation entstehenden mineralisierten Eisen(III)-hydroxidoxids (FeO(OH) bzw. Fe2O3·H2O).
Solche Verbindungen mit dreiwertigem („oxidierten“) Eisen(III) sind bei ungefähr neutralem pH-Wert unlöslich, daher muss eine solche Mikrobe eine Möglichkeit haben, mit dem mineralisierten Abfallprodukt umzugehen. Eine Methode, dies zu erreichen, besteht in der kontrollierten Ablagerung des oxidierten Eisens.
Zu den häufigsten Morphotypen gehören: amorphe partikuläre Oxide, verdrillte oder spiralförmige Anhänge (englisch twisted or helical stalks, Abbildung), Hüllen (engl. sheaths), und unregelmäßige oder y-förmige Filamente.
Diese Morphologien kommen sowohl in Süßwasser- als auch in marinen Eisenhabitaten vor.
Allerdings wurden häufige eisenoxidierende Süßwasserbakterien wie Arten der Gattung Gallionella wie z. B. Gallionella ferruginea (Betaproteobacteria: Nitrosomonadales, mit verdrilltem Anhang) und Leptothrix ochracea (Betaproteobacteria: Burkholderiales, Röhre oder Scheide) nur äußerst selten (ohne signifikante Häufigkeit) in der Tiefsee gefunden. Ein dort gefundener Morphotyp des verdrilltem Anhangs wird aber häufig von Mariprofundus ferrooxydans (Zetaproteobacteria: Mariprofundales) gebildet. Bei diesem Bakterium handelt es sich um eine gramnegative, nierenförmige Zelle, die auf ihrer konkaven Seite Eisenoxide ablagert und bei der Bewegung durch ihre Umgebung verdrehte Anhänge bildet.
Ein weiterer verbreiteter Morphotyp der Zetaproteobakterien ist die Scheidenstruktur, die (mit Stand 2013) noch nicht isoliert, aber durch Fluoreszenz-in-situ-Hybridisierung (FISH) identifiziert werden konnte.
Die Morphotypen der Eisenoxidation können lange erhalten bleiben und wurden im Gestein alter hydrothermaler Ablagerungen nachgewiesen.
Einige neuere Arbeiten konzentrieren sich darauf, wie heute Zetaproteobakterien ihre individuellen Biominerale in der Umwelt bilden, damit sich die im Gestein gefundenen Eisen-Biominerale besser interpretieren lassen.

## Ökologie und Biodiversität
Eine [mikrobielle] operationale taxonomische Einheit (englisch [microbial] operational taxonomic unit, [M]OTU) ist eine Gruppe von [Mikro-]Organismen, die anhand bestimmter Grade an Übereinstimmung von anderen abgegrenzt werden können. Die OTUs dienen dann als Grundlage, um mikrobielle Taxa zu definieren.
In der Mikrobiologie wird z. B. bei Bakterien für die kleine Untereinheit der ribosomalen RNA (SSU der rRNA, d. h. der 16S rRNA) in der Regel ein Grenzwert von 97 % Ähnlichkeit zur Definition einer OTU verwendet, die im einfachsten Sinne eine bakterielle Spezies darstellt.
Für die Zetaproteobakterien wurden 28 OTUs derartige definiert. Von besonderem Interesse sind die beiden weltweit verbreiteten OTUs, die den phylogenetischen Baum dieser Klasse dominierten, dazu zwei OTUs, die aus dem tiefen Untergrund zu stammen schienen, sowie mehrere endemische OTUs aufgrund des relativ begrenzten Nachweises isolierter Vertreter der Zetaproteobakterien.

## Phylogenie und Systematik

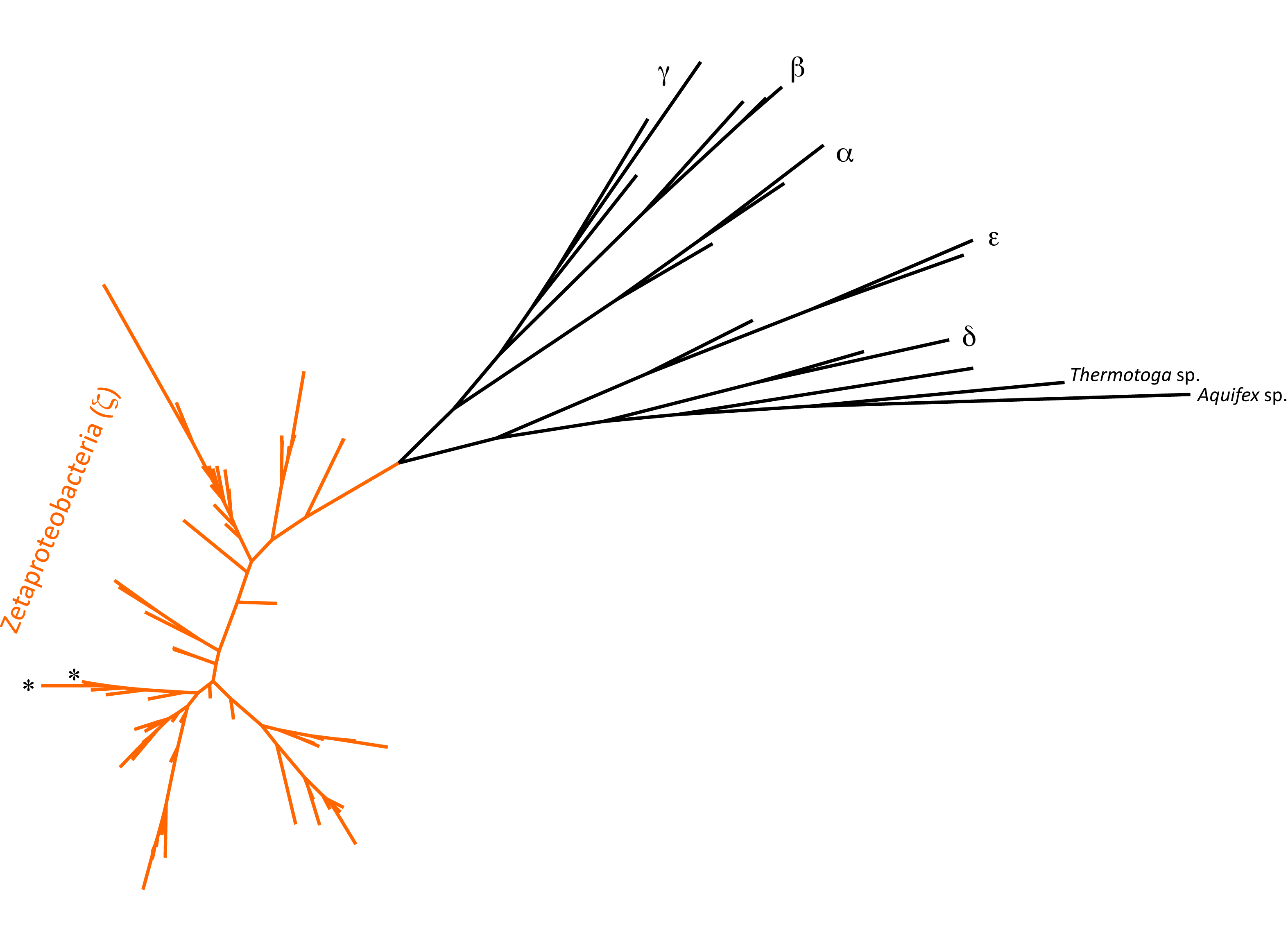
Phylogenetischer Baum, der die Stellung der Zetaproteobacteria (orangefarbene Äste) innerhalb des Phylums Pseudomonadota (Proteobakterien) zeigt. Die Sternchen markieren die kultivierten Isolate der Zetaproteobakterien.

Zetaproteobacteria OTUs können nach einem von McAllister et al. 2011 eingeführten Namensschema klassifiziert werden.
Das Programm ZetaHunter verwendet ein geschlossenes Referenz-Binning, um 16S-rRNA-Sequenzen zu identifizieren, die eng mit den etablierten OTUs verwandt sind; womit neue Zetaproteobacteria-OTUs identifiziert werden.
Die Funktionen von ZetaHunter werden ständig erweitert.

### Kladogramm
|  | "M. erugo"      |
|  |                 |
|  | M. ferrooxydans |
|  |                 |

|  | "M. micogutta"                                                        |
|  |                                                                       |
|  | \| \| "M. aestuarium" \| \| \| \| \| \| "M. ferrinatatus" \| \| \| \| |
|  |                                                                       |
|  | "M. aestuarium"                                                       |
|  |                                                                       |
|  | "M. ferrinatatus"                                                     |
|  |                                                                       |

|  | "M. aestuarium"   |
|  |                   |
|  | "M. ferrinatatus" |
|  |                   |

|  | "M. erugo"      |
|  |                 |
|  | M. ferrooxydans |
|  |                 |

|  | "M. micogutta"                                                        |
|  |                                                                       |
|  | \| \| "M. aestuarium" \| \| \| \| \| \| "M. ferrinatatus" \| \| \| \| |
|  |                                                                       |
|  | "M. aestuarium"                                                       |
|  |                                                                       |
|  | "M. ferrinatatus"                                                     |
|  |                                                                       |

|  | "M. aestuarium"   |
|  |                   |
|  | "M. ferrinatatus" |
|  |                   |

|  | "M. erugo"      |
|  |                 |
|  | M. ferrooxydans |
|  |                 |

|  | "M. micogutta"                                                        |
|  |                                                                       |
|  | \| \| "M. aestuarium" \| \| \| \| \| \| "M. ferrinatatus" \| \| \| \| |
|  |                                                                       |
|  | "M. aestuarium"                                                       |
|  |                                                                       |
|  | "M. ferrinatatus"                                                     |
|  |                                                                       |

|  | "M. aestuarium"   |
|  |                   |
|  | "M. ferrinatatus" |
|  |                   |

|  | "M. erugo"      |
|  |                 |
|  | M. ferrooxydans |
|  |                 |

|  | "M. micogutta"                                                        |
|  |                                                                       |
|  | \| \| "M. aestuarium" \| \| \| \| \| \| "M. ferrinatatus" \| \| \| \| |
|  |                                                                       |
|  | "M. aestuarium"                                                       |
|  |                                                                       |
|  | "M. ferrinatatus"                                                     |
|  |                                                                       |

|  | "M. aestuarium"   |
|  |                   |
|  | "M. ferrinatatus" |
|  |                   |

|  | "M. erugo"      |
|  |                 |
|  | M. ferrooxydans |
|  |                 |

|  | "M. micogutta"                                                        |
|  |                                                                       |
|  | \| \| "M. aestuarium" \| \| \| \| \| \| "M. ferrinatatus" \| \| \| \| |
|  |                                                                       |
|  | "M. aestuarium"                                                       |
|  |                                                                       |
|  | "M. ferrinatatus"                                                     |
|  |                                                                       |

|  | "M. aestuarium"   |
|  |                   |
|  | "M. ferrinatatus" |
|  |                   |

|  | "M. erugo"      |
|  |                 |
|  | M. ferrooxydans |
|  |                 |

|  | "M. micogutta"                                                        |
|  |                                                                       |
|  | \| \| "M. aestuarium" \| \| \| \| \| \| "M. ferrinatatus" \| \| \| \| |
|  |                                                                       |
|  | "M. aestuarium"                                                       |
|  |                                                                       |
|  | "M. ferrinatatus"                                                     |
|  |                                                                       |

|  | "M. aestuarium"   |
|  |                   |
|  | "M. ferrinatatus" |
|  |                   |

|  | "M. erugo"      |
|  |                 |
|  | M. ferrooxydans |
|  |                 |

|  | "M. micogutta"                                                        |
|  |                                                                       |
|  | \| \| "M. aestuarium" \| \| \| \| \| \| "M. ferrinatatus" \| \| \| \| |
|  |                                                                       |
|  | "M. aestuarium"                                                       |
|  |                                                                       |
|  | "M. ferrinatatus"                                                     |
|  |                                                                       |

|  | "M. aestuarium"   |
|  |                   |
|  | "M. ferrinatatus" |
|  |                   |

|  | "M. erugo"      |
|  |                 |
|  | M. ferrooxydans |
|  |                 |

|  | "M. micogutta"                                                        |
|  |                                                                       |
|  | \| \| "M. aestuarium" \| \| \| \| \| \| "M. ferrinatatus" \| \| \| \| |
|  |                                                                       |
|  | "M. aestuarium"                                                       |
|  |                                                                       |
|  | "M. ferrinatatus"                                                     |
|  |                                                                       |

|  | "M. aestuarium"   |
|  |                   |
|  | "M. ferrinatatus" |
|  |                   |

### Systematik
Die Berechtigung einer Klasse „Zetaproteobacteria“ wird derzeit (Stand 6. Dezember 2023) noch diskutiert. Die (autoritative) List of Prokaryotic names with Standing in Nomenclature (LPSN, unten: L) schlägt ihre Mitglieder den Alphaproteobacteria zu und führt daher den Namen „Zetaproteobacteria“ als ein Synonym für diese. Das National Center for Biotechnology Information (NCBI, unten: N) ist dem mit seiner Taxonomie jedoch nicht gefolgt.
Auch das World Register of Marine Species (WoRMS, unten: W) führt die Zetaproteobacteria als Klasse.
Die folgende Systematik richtet sich in erster Linie nach der Genome Taxonomy Database (GTDB, unten: G), die aufgrund von Sequenzvergleichen eine algorithmisch begründete Systematik entwirft – ebenfalls mit eigenständiger Klasse Zetaproteobacteria.
Klasse „Zetaproteobacteria“ Makita et al. 2017(N,W,G) / Alphaproteobacteria(L)
- Ordnung Mariprofundales Makita et al. 2017[41](L,N,W,G)
  - Familie Mariprofundaceae Hördt et al. 2020(L,N,W,G)
    - Gattung Ghiorsea Mori et al. 2017(L,[A. 1] N,[A. 1] G)
      - Spezies Ghiorsea bivora Mori et al. 2017 *(G)
      - Spezies …(N,G)

    - Gattung Mariprofundus Emerson et al. 2010, synonym "Mariprofundia" Cavalier-Smith 2020(L,N,W,G)
    - Gattung …(G) / keiner Gattung zugewiesene Spezies(N)

  - Familie J009(G)
  - Familie S012-25(G)
  - nicht näher klassifizierte Spezies(N)[7]
- Ordnung CG1-02-64-396 [ord.](G)
  - Familie CG1-02-64-396 [fam.](G)
    - Gattung CG1-02-64-396(G)
      - Spezies CG1-02-64-396 sp001872725(G) *[43] syn. Proteobacteria bacterium CG1_02_64_396,(N)[44]
        - Stamm CG1_02_64_396(N,G) – vom Crystal Geyser beim Green River (Utah)(N)

      - Spezies CG1-02-64-396 sp001872725(G)[45] syn. Proteobacteria bacterium UBA1541(N)[46]
        - Stamm UBA1541(N,G) – vom Crystal Geyser beim Green River (Utah)(N)

      - Spezies CG1-02-64-396 sp001872725(G)[47] syn. Alphaproteobacteria bacterium CG_4_10_14_0_2_um_filter_63_37(N)[48]
        - Stamm CG_4_10_14_0_2_um_filter_63_37(N,G) – vom Crystal Geyser beim Green River (Utah)(N)
- ohne nähere Klassifizierung
  - Spezies Hydrothermal vent eubacterium PVB_OTU_4[49]
    - Stamm PVB OTU 4 (mit Schreibvariante PVB OTU4) – vom Unterseevulkan Kama‘ehuakanaloa (alias Lōʻihi) bei Hawaii[20][A. 2]

  - Spezies Red Sea bacterium KT-2K34[50]
    - Stamm KT-2K34 – vom Tiefsee-Solebecken Kebrit Deep im Roten Meer[51][A. 2]

  - weitere nicht näher klassifizierte Spezies (NCBI)[8]

## Habitate
Vertreter (Stämme) der Zetaproteobakterien wurden u. a. in folgenden Lebensbereichen (Habitaten) gefunden:
- in hydrothermalen Schloten der Tiefsee in Verbindung mit:
  - Hotspots[3][5][52][53][54][55]
  - Backarc-Spreizunszentren und -Trögen[14][56][57][58]
  - Inselbögen[10][12]
    - Ambitle (Küstennahe Schlote in Verbindung mit einem Korallenriff-Ökosystem)[59]

  - Spreizzentren (auf und neben der Achse)[9][11][60][61][62][63][64]
  - Inaktive Sulfide entlang des Ostpazifischen Rückens (Spreizungszentrum)[65]
  - Überflutete Calderen[13]
  - Guaymas Basin[66]
  - Massive Sulfidlagerstätten[67]
- Veränderte Tiefsee-Basalte[68]
- Levantisches Meer und Kontinentalrand[69]
- Kontinentalschelfsediment der Antarktis[70]
- Grenzschicht Sole/Meereswasser (Halokline, englisch brine/seawater interface) von Solebecken im Meer (brine pools)[51]
  - Kebrit Deep im Roten Meer[51]
- Geschichtetes Ästuar der Chesapeake Bay[62]
- Intertidal Mischungszone (Süß- und Salzwasser) des Grundwasserträgers[17][62]
- Sediment von Salzwiesen (Salzmarsch)[15][71]
- Sauerstoffhaltige Wurmgänge oder von sonstigen Organismen durchwühlter Strandsand[17][72][73]
- Experimente zur Biokorrosion von Metallen in Küstennähe[15][18]
- Von Tsunamis betroffene Böden[74]
- Mangroven-Böden[75]
- Tiefe unterirdische kohlendioxidreiche Quellen[76][77]
- Unterirdischer Strömungsreaktor (englisch flow reactor) im Äspö Hartgestein-Labor (engl. Äspö Hard Rock Laboratory, schwedisch Äspölaboratoriet)[78][A. 3]
- Im Darm des Zehnfußkrebses Rimicaris exoculata (Caridea) am Mittelatlantischen Rücken[79][80]

Alle Lebensräume, in denen Zetaproteobakterien gefunden wurden, haben (mindestens) zwei Dinge gemeinsam:
1. sie bieten alle einen Grenzbereich mit starkem Redoxgradienten von Sauerstoff und Eisen[81]
2. sie sind marin oder brackig.[63]

Reduzierende hydrothermale Flüssigkeiten, die zum Beispiel aus Schloten in der Tiefsee austreten, führen hohe Konzentrationen von Eisen und anderen reduzierenden chemischen Stoffen mit sich, die in einer mikrobiellen Matte ein Gefälle von dreiwertigem zu zweiwertigem Eisen (Fe II zu Fe III) erzeugen. In ähnlicher Weise diffundiert Sauerstoff O2 aus dem darüber liegenden Meerwasser in die mikrobielle Matte, was zu einem Gefälle von hohem zu niedrigem Sauerstoffgehalt führt. Man nimmt an, dass Zetaproteobakterien in dieser Grenzschicht leben, wo zwar genügend Sauerstoff als Elektronenakzeptor vorhanden ist, aber ohne dass der Organismus mit der erhöhten chemischen (abiotischen) Oxidationsrate konkurrieren muss – und wo genügend zweiwertiges Eisen (Fe II) für das Wachstum vorhanden ist.
Die Eisenoxidation ist jedoch nicht immer energetisch günstig. Kato et al. haben 2022 günstige Bedingungen für die Eisenoxidation in Lebensräumen erörtert, von denen man zuvor angenommen hätte, dass sie von den energiereicheren Stoffwechselprozessen der Wasserstoff- oder Schwefeloxidation beherrscht werden.

## Stoffwechsel
Die Wege der Eisenoxidation in sauren und annähernd neutralen Lebensräumen mit Eisenoxidation im Süßwasser – wie z. B. in sauren Minenabläufen oder eisenhaltigen Grundwasserquellen – sind besser bekannt als die zirkumneutrale (in etwa pH-neutrale) Eisenoxidation im Meer.
Die Erforschung der Stoffwechselwege, mit denen Zetaproteobakterien Eisen oxidieren, hat vor allem durch vergleichende Genomik Fortschritte gemacht.
Bei dieser Technik werden Genome von Organismen mit ähnlicher Funktion verglichen, z. B. die eisenoxidierenden Betaproteobakterien des Süßwassers und die eisenoxidierenden Zetaproteobakterien des Meeres, mit dem Ziel, die Gene zu finden, die für diese Funktion erforderlich sein könnten.
Die Identifizierung des Eisenoxidationsweges in den Zetaproteobakterien begann mit der Veröffentlichung des ersten beschriebenen kultivierten Vertreters, dem Stamm Mariprofundus ferrooxydans PV-1.
In diesem Genom wurde die Nachbarschaft eines die Molybdopterin-Oxidoreduktase kodierenden Gens als Ausgangspunkt für die Suche nach möglichen Genen für den Eisenoxidationsweg identifiziert.
In einer Folgeanalyse einer metagenomischen Probe kamen Singer et al. 2013 zu dem Schluss, dass diese Molybdopterin-Oxidoreduktase-Genkassette wahrscheinlich an der Eisenoxidation beteiligt ist.
Eine vergleichende Analyse mehrerer Einzelzell-Genome (Einzelzell-Sequenzierung) deutete jedoch darauf hin, dass eine weitere konservierte Genkassette mit mehreren Cytochrom-c- und Cytochromoxidase-Genen an der Eisenoxidation beteiligt ist.
Weitere Informationen zu den Eisen-Oxidationswegen finden sich bei Marianne Ilbert & Violaine Bonnefoy (2013).
Der phylogenetische Abstand zwischen den Zetaproteobakterien und den eisenoxidierenden Süßwasser-Betaproteobakterien deutet an sich darauf hin, dass die Eisenoxidation und die daraus entstehenden Biominerale das Ergebnis einer konvergenten Evolution sind.
Durch vergleichende Genomik konnten jedoch mehrere Gene identifiziert werden, die sich die beiden Abstammungslinien (Kladen) teilen; was darauf hindeutet, dass das Merkmal der Eisenoxidation horizontal übertragen worden sein könnte – möglicherweise durch Viren.
In mit Zetaproteobakterien assoziierten Eisenmatten wird nicht nur Eisen oxidiert, diese haben auch das genetische Potenzial für Denitrifikation, Arsenentgiftung, den Calvin-Benson-Bassham-Zyklus (CBB) und den reduktiven Citratzyklus (reduktiven Tricarbonsäurezyklus, engl. reductive tricarboxylic acid cycle, rTCA cycle).
Um diese Gene in Umweltproben nachzuweisen wurden eigens neue Primer entwickelt.